# 深田匠
深田 匠（ふかだ たくみ、1966年 - ）は、日本の著作家、政治学者。国際政治学の分野を主とする。

## 人物・活動
京都府京都市出身、同志社大学法学部政治学科卒業。歴史学者の田中正明に師事して保守思想や近現代史を学ぶ。田中の門下生総代。
平成16年発行の著書『日本人が知らない「二つのアメリカ」の世界戦略』（高木書房刊）が、amazon.co.jpの書籍売上ランキングで総合13位（国際情勢ジャンル1位）を記録するベストセラーになった。
一般社団法人JCU国際戦略研究部長。大国総合研究所代表。田中正明門下生全国連絡会議議長。日本会議運営委員。

## 著書

### 単著
- 『暁か黄昏か』 展転社、2003年 ISBN 4-88656-235-3
- 『日本人が知らない「二つのアメリカ」の世界戦略』 高木書房、2004年 ISBN 4-88471-066-5
- 『安倍晋三元総理追悼論』 高木書房、2022年 ISBN 978-4884718305

### 共著
- 『われわれ日本人が尖閣を守る』 高木書房、2013年 ISBN 978-4-88471-096-5

### 編著
- 『田中正明評論集 新しい歴史観の夜明け』 日本歴史修正協議会、1998年